# Jakob-Krause-Bund
Der Jakob-Krause-Bund (auch Jakob-Krauße-Bund) wurde 1912 als eine Vereinigung deutscher Kunstbuchbinder von Paul Kersten gegründet und hatte, wie so viele gesamtdeutsche Vereinigungen rund um die Herstellung und den Vertrieb von Büchern, ihren Sitz in Leipzig.
Die Namensgebung erfolgte nach dem berühmtesten deutschen Einbandkünstler der Renaissance, Jakob Krause. Ziel des Jakob-Krause-Bundes war die »Zusammenfassung der Hand- und Kunstbuchbinder zur Wahrung wirtschaftlicher und ideeller Interessen und zur geschlossenen Stellungnahme zu einschlägigen Fragen« (Programm der Gründungsversammlung). Ein weiteres Ziel war, der deutschen Einbandkunst nach einer langen Zeit der Imitation historischer Stile und der »Mechanisierung« des Einband-Handwerks wieder »Achtung und Geltung im eigenen Lande« zu verschaffen. Unter Führung von Kersten setzte sich der Bund für einen eigenständigen, zeitgemäßen Bucheinband ein.
Zu den Mitgliedern des Jakob-Krause-Bundes zählen die bekanntesten Kunstbinder und Buchbinder-Ausbilder der Zeit wie – neben Paul Kersten – Paul Adam, Paul Sonntag jun., Bruno Scheer, Otto Dorfner, Maria Lühr und Franz Weiße. Aus dieser Gruppe erlangte vor allem Paul Kersten, der bis 1921 auch Vorsitzender des Jakob-Krause-Bundes war, bestimmenden Einfluss.
Am 28. Januar 1923 kam es in der Deutschen Bücherei in Leipzig zur Gründung einer separaten Organisation mit ähnlichen Zielen, nämlich der MDE = der Vereinigung »Meister der Einbandkunst« (Société internationale des Maitres de la Reliure d'Art / International Federation Masters of the Art of Binding). Zu den Gründungsmitgliedern des MDE zählten u. a. Otto Dorfner, Otto Pfaff, Franz Weiße (als spiritus rector und Finder des Vereinsnamens) und Ignatz Wiemeler.